# 672 г. пр.н.е.

## Събития

### В Европа
- В Гърция се провеждат 27-тe Олимпийски игри:
  - Победител в дисциплината бягане на разстояние един стадий става Евриб от Атина;[1]
  - Победител в пентатлона става Филомброт от Лакония като това е втората от неговите три (676, 672 и 668 г. пр.н.е.) последователни победи в тази дисциплина.[1][2]

### В Западна Азия

#### В Асирия
- Цар на Асирия е Асархадон (681/0 – 669 г. пр.н.е.).[3]
- Асирийският цар събира представители от всички краища на царството и подчинените му васали в Нимруд, за да положат клетва пред неговите наследници Ашурбанипал (на Асирия) и Шамаш-шум-укин (на Вавилон).[4]
- През тази година Асархадон подготвя нов поход срещу Египет.[5]

#### В Елам
- Цар на Елам e Уртаку (675 – 664 г. пр.н.е.).[6]

### В Северна Африка

#### В Египет
- Фараон на Египет е Тахарка (690 – 664 г. пр.н.е.).[7]